# Geranium rectum
Geranium rectum là một loài thực vật có hoa trong họ Mỏ hạc. Loài này được Trautv. mô tả khoa học đầu tiên năm 1860.